# 白井松次郎

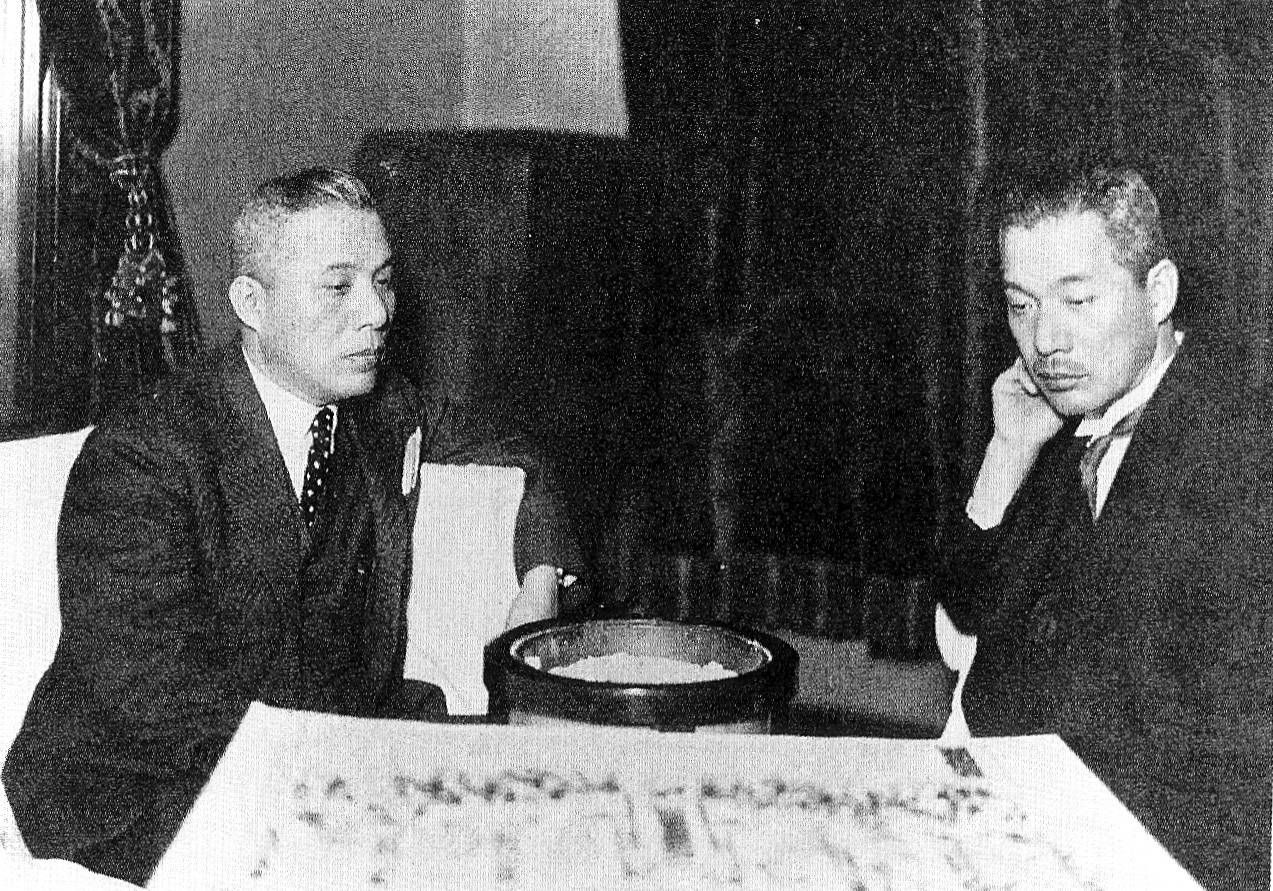
1932年、松次郎と竹次郎

白井 松次郎（しらい まつじろう、1877年〈明治10年〉12月13日 - 1951年〈昭和26年〉1月23日）は、松竹の創業者の一人（松竹株式会社社長）。興行師、劇場経営者として活躍し、旧態依然たる明治の興行界に近代的なシステムを導入したことで知られる。また上方歌舞伎をはじめ人形浄瑠璃などの古典芸能の保護振興につとめ、その経済的な基盤を支えた面でも功績は大きい。千日土地建物社長、新興キネマ相談役なども務めた。

## 来歴・人物
1877年12月13日、京都三条柳馬場（現・京都市中京区）生れ。父：大谷栄吉、母：しも。双生児の弟が大谷竹次郎。実父栄吉は相撲の興行師で、妻に水場（売店）の経営をさせていた。明治18年（1885）に祇園花見小路にできた祇園座の水場の株を母方祖父が購入し、一家をあげてその仕事を手伝った。松次郎も幼いころから家業を手伝いつつ劇場の雰囲気に親しみ、やがて弟竹次郎とともに興行の世界を志すようになる。
1895年、実川正若一座を率いての巡業をはじめて行い、認められて1897年に劇場仲売り白井亀吉の婿養子となったため、松次郎は白井姓となる。1900年、京都新京極の大黒座を買い取って直営し、1902年、同地に明治座（のちの京都松竹座）を開場、興行界の刷新と演劇改良運動に熱心にかかわるようになる。この年、弟とともに大阪市南区葦原町に松竹合名会社を設立。後に東京新富座買収によって東京に進出して以降は、竹次郎が関東の、松次郎が近畿の社長となる。
松次郎の運命を左右することになったのが大阪の人気役者初代中村鴈治郎との提携であった。1905年10月の東京歌舞伎座への出演の際、はじめて手を組んだのを皮切りに、翌1906年にははやくもかたい提携のもと道頓堀中座での興行を成功させ、近畿における足がかりを築いた松次郎は、同年のうちに京都南座を買収。以後、大阪朝日座、同文楽座（1909年）、東京新富座（1910年）、大阪堂嶋座（1911年）、東京歌舞伎座（1913年）、大阪角座（1917年）、大阪中座（1918年）を次々と手中に収め、上方の興行界を完全に席巻すると同時に、東京にも着実に進出しはじめる。
松次郎の武器は、近畿を中心とする鴈治郎の絶大な人気と、興行における近代的なシステムの導入であった。劇界に根強い陋習を可能な限り廃し、金の流れを透明にすることで、ヤクザなどが興行に介入することを阻止し、一方で芸人の地位や待遇の向上に尽力し、数人の名題役者が巨額の賃金を得、それによって門弟を抱える江戸時代以来の制度を改め、名題から下廻りまで一律に会社が賃金を支払うシステムを確立することによって、興行を不安定化させる要素を極力とりのぞくことにつとめたのである。このほか、細部にわたる改革については枚挙に暇がない。
1909年には、義侠心から人気の低迷していた人形浄瑠璃（文楽）の経営権を譲りうけ、保存と振興に尽力する（それまで松次郎はほとんど文楽に興味を持たなかったが、上方者としての責任として損得抜きでその立直しにあたったという）。1920年にはさらに竹次郎と共に松竹キネマを創立して映画に進出。1921年、千日土地建物株式会社の社長に就任し、経営に当たる。1929年には、関西松竹を統括する松竹土地建物興業株式会社が創立され、社長に就任。この間も興行、特に人形浄瑠璃に熱心にとりくみ、1930年には大阪の四つ橋に文楽座を新築。さらに1932年には千日前に大阪歌舞伎座も新築し、翌1933年には同じく千日前に大阪劇場を開場。1936年に松竹と大阪府会を巻き込んだ脱税事件で有罪により一時失脚。予審前の北刑務支所に収容中に看守を買収して証拠隠滅を企てるもすぐに発覚するということもあった。これにより大礼記念章（昭和）、緑綬褒章、紺綬褒章を褫奪された。1937年には、竹次郎が興した東京松竹を統括する松竹興業株式会社と合併。松竹株式会社が成立し、会長に就任した。
1946年、戦後の復興期のなかで古典芸能の保護振興を志し、焼跡にまず四つ橋文楽座を再興。つづいて道頓堀浪花座（同年）、角座（1947年）、中座（1948年）を続々と復興し、また、5代目笑福亭松鶴らを援助して上方落語復興に取り組み、戎橋松竹（1947年）を開場、その後の上方落語再興の契機を作った。
1951年1月23日死去、75歳。勲四等瑞宝章追贈。
また、白井の葬儀に参列した事で二代目實川延若は風邪を引き、これを拗らせて1カ月後に逝去。白井と延若の死は、ある意味では上方歌舞伎の一時代の終焉でもあった。
その功績を評価される一方、あまりの初代鴈治郎中心主義により、白井と鴈治郎の没後、上方歌舞伎はその中心を欠き、これが凋落の遠因となったとして、非難されることもある。

## 著書
- 『中村鴈治郎を偲ぶ』松竹興行、1935年3月。 NCID BN13560761。全国書誌番号:47012413。

## 家族
- 曽祖父・森田伝四郎 - 薩摩藩士。幕末に浪人となり、江戸で植木職人をしていた[8]。帰郷の途中、貧しさから、長男・栄吉を京都三条大橋近くで旅館「加賀屋」を営んでいた大谷藤兵衛の養子に出した[8]。
- 実父・大谷栄吉（1901年没） - 花相撲（本場所以外の相撲興行）の興行師。養子先の旅館が倒産したため職を転々としたのち、当時京都で人気だった力士「花の峰」と知り合い、花相撲で働くうちに、花相撲の水場の株（場内を回りながら 商品を客に販売する権利）を持っていた西村熊吉の娘しもと知り合い、結婚した[2][9][8]。1892年（明治25年）に新京極の東向座の水場の権利を手に入れ、劇場の金主にもなり、1895年には同じく新京極の阪井座の金主となった。
- 養父（岳父）・白井亀吉 - 寿司屋「三亀」を本業に、京都新京極「夷谷座」の水場の権利も持つ[9][10][11]。代々薬種商[12]。
- 双子の弟・大谷竹次郎
- 弟・白井信太郎 - 末弟だが1914年に養子にした。新興キネマ社長、松竹副社長などを務めた。[13]。
- 妻・ヤエ - 白井亀吉の二女[14]。『人事興信録』では9版（1931年）まで掲載あり、京都・大久保伝右衛門の長女と記載されている[15]。1897年に結婚[2]。
- 次男に日本映画製作者協会第5代理事長などを務めた松竹プロデューサーの白井昌夫[1][16]。